# Nagylózs, Győr-Moson-Sopron
Nagylózs  este un sat în districtul Sopron, județul Győr-Moson-Sopron, Ungaria, având o populație de 1.000 de locuitori (2011). 

## Demografie
Componența etnică a satului Nagylózs
     Maghiari (97,38%)
     Germani (2,18%)
     Romi (0,44%)
Componența confesională a satului Nagylózs
     Romano-catolici (66,4%)
     Fără religie (5%)
     Reformați (3,1%)
     Luterani (2,1%)
     Necunoscută (23,4%)
     Alte religii (1,2%)
Conform recensământului din 2011, satul Nagylózs avea 1.000 de locuitori. Din punct de vedere etnic, majoritatea locuitorilor (97,38%) erau maghiari, cu o minoritate de germani (2,18%).  Din punct de vedere confesional, majoritatea locuitorilor (66,4%) erau romano-catolici, existând și minorități de persoane fără religie (5,0%), reformați (3,1%) și luterani (2,1%). Pentru 23,4% din locuitori nu este cunoscută apartenența confesională.